# オーパル・リー
オーパル・リー（Opal Lee 1926年10月7日 - ）は、アメリカ合衆国の元教師、カウンセラー、ジューンティーンス（6月19日）を連邦政府に祝日として認定させた活動家。しばしば「ジューンティーンスのグランドマザー」と呼ばれる。
2021年6月17日、ジョー・バイデン大統領はジューンティーンスを11番目の連邦政府認定祝日とする上院法案S. 475に署名した。

## 生い立ち
1926年10月7日、アメリカ合衆国テキサス州マーシャルにてマティ・ブローダスとオーティス・フレイクのもとに3人きょうだいの長女として生まれた。父方の曾祖母にはルイジアナ州で奴隷として生まれ育った女性がいた。10歳の時、一家は州内のフォートワースに転居した。その後、市内のテレル・ハイツとして知られる第7区に転居した。
1939年6月、12歳の頃、両親は当時白人が多く住んでいた東アニー通り900番地に家を購入した。6月19日、500人もの白人暴徒が家を破壊し全焼させた。のちに「それが6月19日に起きたという事実に駆り立てられて、ジューンティーンスがただのお祭りではないことを人々に知らしめようと考えるようになった」と語った。
フォートワース初の黒人高校であるIMテレル・ハイスクールに進学し、1943年、16歳で卒業した。結婚して4人子供をもうけたが5年後に離婚した。

## 経歴
1952年、テキサス州マーシャルにあるワイリー・カレッジを卒業し、初等教育学士を授与された。のちに北テキサス州立大学（現北テキサス大学）に進学し、教育相談修士号を授与された。その後フォートワース独立学区(FWISD)の教師として13年間、ホームスクール・カウンセラーとして9年間勤務し、1977年に退職した。1967年、マッコイ小学校に勤務中に、モーニングサイド小学校校長デイル・リーと結婚した。また、フォートワース・タラント郡・コミュニティ・アクション・エージェンシー(CAA)理事会、エバンズ・アベニュー経済団体理事会、タラント郡ハビタット・フォー・ヒューマニティ理事会、Citizens Concerned with Human Dignityのメンバーでもあった。現在、ユニティ・アンリミテッドの理事を務めている。ソロリティZeta Phi Betaのメンバーでもある。2023年5月14日、北テキサス大学より名誉博士号を授与された。

## 活動
1976年の教師退職後、リーはフォートワースの地域活動に参加するようになった。人権活動家レノラ・ロラと共にタラント郡黒人歴史系譜協会の設立に貢献した。またフォートワースのジューンティーンス年次祝典の運営に貢献した。テキサス州知事選候補者アン・リチャーズ (政治家)および大統領選候補者バラク・オバマの選挙運動に貢献した。1980年代、毎年フォートワース市の有力者たちに市内のマイノリティ・コミュニティにとって重要なランドマークに目を向けさせつつ不景気な地域を巡るバスツアーを主催していた。1994年設立の非営利団体ユニティ・アンリミテッドでも活動した。同団体は2000年に正式に法人化された。

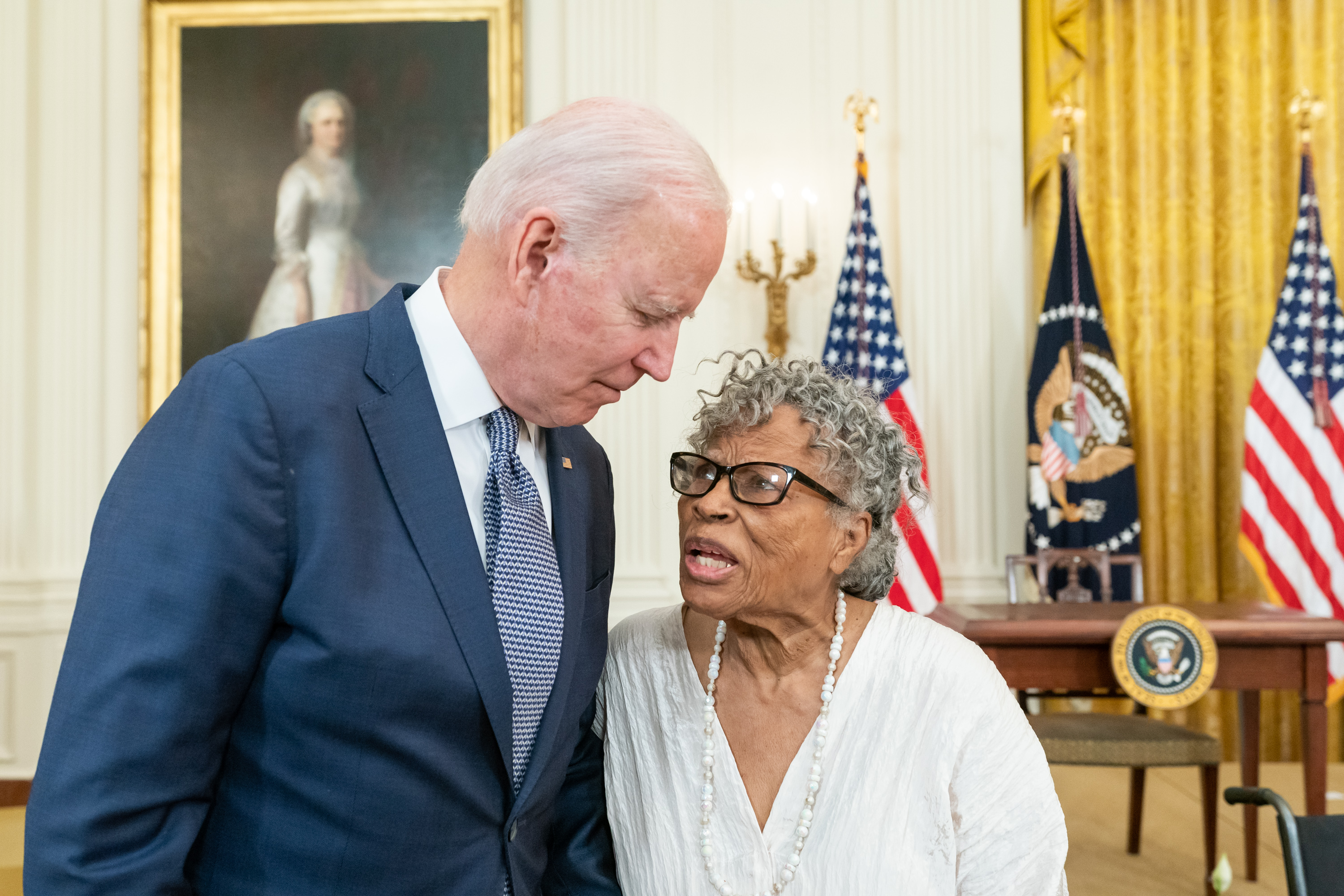
連邦の祝日とする法案への署名後、バイデン大統領と語り合った。

何十年にも亘り、ジューンティーンスを連邦の祝日とするため活動を続けた。1862年の奴隷解放宣言の報せがテキサス州に届くのに2.5年かかったことにちなんだ2.5マイル (4.0 km)のウォーキングを毎年主催することによりこの活動を広めた。2016年9月から2017年1月にかけて、89歳でフォートワースからワシントンD.C.までウォーキングを行ない、話題となった。これはオバマ大統領に連邦の祝日への承認を直訴するものであった。テキサス州内のみならずアーカンソー州フォートスミスおよびリトルロック、ネバダ州ラスベガス、ウィスコンシン州マディソンおよびミルウォーキー、ジョージア州アトランタ、アラバマ州セルマ、サウスカロライナ州およびノースカロライナ州でも行進を行なった。Change.orgにおいて連邦の祝日への請願を呼びかけ、160万人の署名を集めた。「これで連邦の祝日になる。間違いない。私が生きているうちに実現させる」と語った。
2021年6月、94歳の時、ジューンティーンスを連邦の祝日とする法案が議会で可決されバイデン大統領が署名し、努力が実った。署名式に賓客として招待され、バイデン大統領が署名に使用した多くのペンの1本目を寄贈された。最前列に着席し、スタンディングオベーションされ、バイデン大統領からは跪いて挨拶された。
フォートワースの非営利団体およびアート団体が合同で行なう、北メイン通り1012番地の旧クー・クラックス・クランのホールをFred Rouse Center and Museum for Arts and Community Healingに建て替える運動の初代理事となっている。Rouseは1921年にフォートワースの暴徒にリンチされた黒人男性の名である。この連合団体は2019年に発足し、2022年1月に問題の建物を購入したと発表した。
2021年、「ダラス・モーニングニュース」紙から、テキサス州の黒人を代表した活動により「年間州民賞」を授与された。2021年、新型コロナウイルス感染症の世界的流行の間にフードバンク、農場、コミュニティ・ガーデンを運営したことで書籍『Unsung Heroes』に記された。